# Cultura Basarabi
Cultura Basarabi este o cultură arheologică dacă din România, datată între secolele VIII - VII î.Hr. Alexandru Vulpe o împarte în doua faze, datând-o în intervalul 800-650, în timp ce Marian Gumă vorbește de trei faze, cuprinse între între 750-600. Cultura Basarabi este legată de cultura Hallstatt din perioada epocii fierului.
Cultura Basarabi reprezintă manifestarea materială a triburilor geto-dace înainte de prima lor mențiune istorică, ceea ce indică prezența acestor triburi la nord de Dunăre încă din secolul VIII î.Hr.

## Descoperire, denominare
A fost numită după Basarabi, un sat din județul Dolj, România. Deși numele vine de la localitatea Basarabi, spațiul geografic ocupat pe teritoriul României este mult mai larg, cuprinzând sudul Transilvaniei, zona de câmpie din Muntenia și Oltenia, sudul Moldovei, Banatul, ba îl și depășește, întinzându-se și în nordul Bulgariei, sudul Republicii Moldova, nordul Serbiei, Voivodina, Câmpia Panonică.
Cultura Basarabi este o cultură arheologică unitară, din care evoluează mai târziu grupul „Ferigile”, care este aspectul de cultură materială caracteristic zonei subcarpatice a Argeșului și Olteniei pentru perioada hallstattiană târzie.
Este nativă spațiului nord-Dunărean, însă pare să se fi extins în ceea ce este astăzi Voivodina între secolul IX-VIII î.Hr. În aceste păți se suprapune cu cultura străină Gornea-Kalakaca.

### Influențe hallstattiene
Cultura basarabi este strâns legată de expansiunea culturii Hallstatt (celtică) în restul Europei Centrale. Aceasta din urmă a introdus în spațiul românesc mai multe inovații tehnologice, printre care cea mai importantă a fost roata olarului, adoptată în Câmpia Română în secolul VII î.Hr. (vase ceramice prelucrate cu aceasta au fost descoperite la Alexandria, județul Teleorman, pe care localnicii vor încerca să o imite până în secolul V î.Hr.).

### Fazele finale
În ultimele faze ale culturii Basarabi se observă migrarea populației în direcția subcarpaților, în timp ce Moldova pare să fie depopulată. Așezările intracarpatice nu par să fi fost afectate, rămânând în continuitate până la finalul Hallstattului. Aceste fenomene au fost puse în legătură cu perturbarea uniunii tribale a cimerienilor în secolele VIII-VII î.Hr. de către sciți. Ca urmare a acestui eveniment, o parte din cimerieni vor trece din est prin spațiul românesc, trecând într-un final Dunărea în Peninsula Balcanică. Efectele acestei migrații asupra localnicilor nu sunt complet înțelese.

## Asocierea cu geții
Scrierile lui Herodot privitoare la geți au făcut posibilă asocierea culturii Basarabi cu aceștia. Acest fapt a putut permite atât extinderea ariei teritoriale populate de geți (teritoriile de la nord de Dunărea de jos, până la Carpații Meridionali, cât și a cronologiei lor (aceștia fiind prezenți ca unitate tribală distinsă încă din secolul VII î.Hr.